# Francesc Tusquets i Trias de Bes
Francesc Tusquets i Trias de Bes és un jurista, advocat i professor universitari català.
Advocat especialitzat en dret civil i dret mercantil, és també professor titular de Dret Mercantil de la Universitat de Barcelona, i autor de nombroses publicacions en matèria de les seves especialitats. Vocal del Tribunal Arbitral de Barcelona i director de la revista Anuario de Justicia Alternativa. El 15 de desembre de 2020 fou elegit president de l'Acadèmia de Jurisprudència i Legislació de Catalunya, de la qual era acadèmic numerari des de 2012 i secretari de la Junta de Govern des de 2017. Va substituir al notari Lluís Jou i Mirabent.

## Família
Francesc Tusquets és germà del banquer Carles Tusquets. Fill de Francesc Tusquets i Padrosa i de Montserrat Trias de Bes i Serra, és net de Josep Maria Trias de Bes i Giró, primer català membre del Tribunal Internacional de Justícia, i de l'advocat Francesc Tusquets Prats, escriptor i prohom de la Lliga. Alhora, és besnet de Joan de Déu Trias i rebesnet de Frederic Trias.
També és cosí de Xabier Añoveros, Julio Añoveros, Joan Tusquets i Josep Maria Trias de Bes i Serra. És nebot valencià de Santiago Dexeus i de Josep Maria Dexeus i oncle valencià d'Òscar Tusquets i d'Esther Tusquets.